# Reaumuria kaschgarica
Reaumuria kaschgarica är en tamariskväxtart som beskrevs av Franz Josef Ivanovich Ruprecht. Reaumuria kaschgarica ingår i släktet Reaumuria och familjen tamariskväxter. Inga underarter finns listade.